# Panayiotis Xiourouppas
Panayiotis Xiourouppas (Grieks : Πανίκκος Ξιούρουππας) (Aradippou, 4 september 1968) is een voormalige voetballer en voetbalcoach die als aanvaller speelde. 

## Carrière
Xiourouppas speelde bij Omonia Nicosia, AEK Larnaca en Anorthosis. Xiourouppas heeft bij Omonia Nicosia 202 competitiewedstrijden gespeeld en 112 doelpunten gemaakt. Hij was topscorer van A Divizion 1990/91 met 19 doelpunten. Daarna ging hij naar AEK Larnaca. In 2001 ging hij naar Anorthosis. Hij beëindigt zijn voetbalcarrière in 2003.
Xiourouppas maakt zijn debuut bij Cyprus in 1995. Hij heeft 18 wedstrijden gespeeld en 2 doelpunten gemaakt voor zijn nationale ploeg.
In 2008 werd hij trainer van Enosis Neon Paralimni. 

## Erelijst

### Speler

#### Omonia Nicosia
- A Divizion (3) : 1986–1987, 1988–1989, 1992–1993
- Beker van Cyprus (3) : 1987–1988, 1990–1991, 1993–1994
- Cyprus super cup (5) : 1987, 1988, 1989, 1991, 1994

#### Anorthosis Famagusta
- Beker van Cyprus (2) : 2001–2002, 2002–2003